# Saphenophis
Genre
Saphenophis est un genre de serpents de la famille des Dipsadidae.

## Répartition
Les espèces de ce genre se rencontrent au Colombie et en Équateur.

## Description
Il s'agit de colubridés terrestres mesurant au maximum selon les espèces entre 500 et 800 mm à l'âge adulte et présentant généralement une livrée brun rayé.

## Liste des espèces
Selon The Reptile Database (30 août 2013) :
- Saphenophis antioquiensis (Dunn, 1943)
- Saphenophis atahuallpae (Steindachner, 1901)
- Saphenophis boursieri (Jan, 1867)
- Saphenophis sneiderni Myers, 1973
- Saphenophis tristriatus (Rendahl & Vestergren, 1941)

## Étymologie
Le genre Saphenophis, du grec ancien σαφηνής, saphenes, « évident, clair », et ὄφις, óphis, « serpent », indique que ces membres sont « clairement des serpents ». De fait, l'auteur relate la difficulté à décrire ce groupe d'espèces sur la base de caractéristiques uniques ou particulières. Ce genre est par conséquent défini par une combinaison de caractéristiques diversement partagées par d'autres genres de cette famille. Ce qui lui fait dire, avec une pointe d'humour, que la seule chose avérée est qu'il s'agit de serpents.

## Publication originale
- Myers, 1973 : A new genus for Andean snakes related to Lygophis boursieri and a new species (Colubridae). American Museum Novitates, no 2522, p. 1-37 (texte intégral).